# (612048) 1996 TS66
(612048) 1996 TS66 est un objet transneptunien en résonance 3:5 avec Neptune, découvert par D. C. Jewitt, C. A. Trujillo et J. X. Luu le 12 octobre 1996 à Mauna Kea sur l'île d'Hawaï.